# 卡洛斯·萨利纳斯
卡洛斯·萨利纳斯·德戈塔里（西班牙語：Carlos Salinas de Gortari，西班牙語發音：[ˈkaɾlos saˈlinas ðe ɣoɾˈtaɾi]；1948年4月3日—），墨西哥革命制度党政治家、经济学家。薩利納斯早年在财政系统工作，1988年代表墨西哥革命制度党参加墨西哥总统选举。这次选举程序上被质疑存在问题，同时有人指出存在选举舞弊的情况，经过一番波折，选举委员会最终在当年7月6日宣布薩利納斯胜选。1988年至1994年，薩利納斯担任墨西哥总统。
1994年，随墨西哥经济危机的爆发，卡洛斯·萨利纳斯的兄长被捕，卡洛斯·萨利纳斯流亡国外。他在几年后返回墨西哥，并持续影响墨西哥政治。

## 荣誉

### 外国勋章奖章
- 大勋位菊花大绶章（日本，1990年6月[4]）